# 賀来村
賀来村（かくむら）は、大分県大分郡にあった村。現在の大分市の一部にあたる。

## 地理
大分川、支流賀来川の流域に位置していた

## 歴史
- 1889年（明治22年）4月1日、町村制の施行により、大分郡賀来村、中尾村、野田村、国分村、平横瀬村が合併して村制施行し、賀来村が発足[1][2]。旧村名を継承した賀来、中尾、野田、国分、平横瀬の5大字を編成[2]。
- 1955年（昭和30年）
  - 1月1日、大字賀来の一部を大分市に編入[1]。
  - 2月1日、大分郡稙田村、東稙田村と合併し、大分村を新設して廃止された[1][2]。

## 産業
- 農業

## 名所・旧跡
- 千代丸古墳（国指定史跡）[2]